# Евран
Евран (фр. Evran) насеље је и општина у Француској у региону Бретања, у департману Приморје.
По подацима из 2011. године у општини је живело 1709 становника, а густина насељености је износила 72,54 становника/km².

## Демографија
| 1962. | 1968. | 1975. | 1982. | 1990. | 2011. |
| ----- | ----- | ----- | ----- | ----- | ----- |
| 1.556 | 1.468 | 1.524 | 1.596 | 1.561 | 1.709 |